# Oscar Gómez Sáuz
Oscar Gómez Sáuz är en ort i Mexiko.   Den ligger i kommunen Cunduacán och delstaten Tabasco, i den sydöstra delen av landet, 600 km öster om huvudstaden Mexico City. Oscar Gómez Sáuz ligger 23 meter över havet och antalet invånare är 273.
Terrängen runt Oscar Gómez Sáuz är mycket platt. Runt Oscar Gómez Sáuz är det tätbefolkat, med 411 invånare per kvadratkilometer. Närmaste större samhälle är Cárdenas, 16,4 km väster om Oscar Gómez Sáuz. Omgivningarna runt Oscar Gómez Sáuz är en mosaik av jordbruksmark och naturlig växtlighet.